# Victoria Saavedra
Victoria Saavedra González (n. Oficina Salitrera Victoria, Región de Tarapacá, Chile 28 de febrero de 1943) es una activista de derechos humanos chilena.  

## Biografía
De pequeña, junto con su familia, se trasladó a la ciudad de Calama, en donde se desarrolló como profesora y asistente en la mina de cobre de Chuquicamata.
El 11 de septiembre de 1973 cambió por completo su vida pues, tras el golpe de Estado y el inicio de la dictadura de Augusto Pinochet, su hermano menor José Saavedra fue detenido, torturado y hecho desaparecer junto a otros 25 hombres en el desierto de Atacama.  Ello hizo que Victoria comenzara una incesante búsqueda de su cuerpo por la pampa nortina.
Después de más de 30 años de lucha, sin poder dar con el paradero de los restos de su hermano asesinado y de los fusilados de Calama, se convirtió en un personaje de la defensa de los derechos humanos en su país y en todo el mundo.  Fue gestora de una serie de querellas que, entre otras, permitieron la detención del general Pinochet en Londres por parte del juez español Baltasar Garzón, que se basó en las diligencias efectuadas por el Juez Juan Guzmán Tapia en Chile en torno al caso "Caravana de la Muerte".  Gracias a su labor, se generaron redes de apoyo en distintos países de América y Europa.  También fue inspiración para la creación de documentales fílmicos, libros y canciones. Se le otorgaron galardones locales, nacionales e internacionales y el reconocimiento, el año 2005 con el Premio "Mazorca de Oro", máximo símbolo de la ciudad de Calama; el 2006 como Embajadora Internacional de los Derechos Humanos de Amnistía Internacional, junto al cantante Bono, del grupo U2, en Santiago de Chile; y el 2007 con el Premio "Elena Caffarena", todos para honrar su permanente esfuerzo por dar con el paradero de los más de 40 ejecutados y detenidos desaparecidos en el desierto chileno.  Entre los filmes en donde se destaca, se encuentran documentales extensamente premiados internacionalmente, como "Dance of Hope" de Deborah Schaffer, "Huellas de Sal" del Grupo Proceso y, de manera reciente, "Nostalgia de la Luz" de Patricio Guzmán -película premiada en el Festival de Cannes como mejor documental, el año 2010.  Por otra parte, la canción “Mujer de Calama”, del cantante y compositor español Víctor Manuel, está inspirada en el prolongado empeño de ella y las mujeres familiares de las víctimas de la Caravana de la Muerte, para dar con el paradero de los restos de sus seres queridos.
Victoria Saavedra es también escritora.  En sus textos ha elaborado una detallada descripción de los sucesos que vivió durante el proceso de constante persecución de la que fue objeto y de la búsqueda de las osamentas de su hermano y de los calameños ejecutados por la denominada "Caravana de la Muerte" en 1973.
Hoy vive junto a su marido en la ciudad costera de Iquique.